# 3. Fußball-Liga 2020/21
Die Saison 2020/21 der 3. Fußball-Liga war die 13. Spielzeit der dritthöchsten deutschen Spielklasse im Männerfußball. Sie wurde am 18. September 2020 mit dem Spiel des 1. FC Kaiserslautern gegen den Absteiger Dynamo Dresden (0:1) eröffnet und endete am 22. Mai 2021 mit dem 38. Spieltag. Die Relegationsspiele für die 2. Bundesliga wurden am 27. und 30. Mai 2021 ausgetragen.

## Veränderungen gegenüber der Vorsaison
Nach dem Aufstieg von Würzburg und Braunschweig in die 2. Bundesliga kehrten aus dieser Liga die Absteiger Wehen Wiesbaden und Dresden in die 3. Liga zurück. Der SV Wehen hatte den unmittelbaren Wiederabstieg hinnehmen müssen, wohingegen Dynamo vier Spielzeiten hintereinander zweitklassig gespielt hatte.
Aus den Regionalligen kehrte der 1. FC Saarbrücken nach sechs Jahren Abstinenz zurück. Mit ihm stiegen Türkgücü München sowie der VfB Lübeck auf, ebenso der SC Verl, welcher sich in den Aufstiegsspielen gegen Lok Leipzig hatte durchsetzen können. Für alle drei war es die jeweils erste Drittligaspielzeit, Lübeck und Verl spielten zuletzt in der Saison 2007/08 in der damaligen zweigeteilten Regionalliga drittklassig und konnten sich damals nicht für die neu geschaffene 3. Liga qualifizieren. Die vier Teams ersetzten die Absteiger Münster, Großaspach, Chemnitz und Jena.

## Saisonverlauf

### Hinrunde
Absteiger Dynamo Dresden und der FC Ingolstadt 04 gingen unter anderem als Favoriten in die Saison. Während beide eher mäßig in den Drittligaspielbetrieb starteten, stellte der Vorjahresachte 1860 München rasch den Kontakt zu den oberen Rängen her und konnte sich dort auch festsetzen; mit 6:1 sowie 5:0 wurden Halle sowie Mannheim besiegt, was die höchsten Siege der Hinserie bedeutete. In dieser waren nach Abschluss des 19. Spieltags noch acht Nachholpartien zu absolvieren, die aufgrund der unverändert präsenten COVID-19-Lage sowie ab Januar 2021 auch in Folge von unbespielbaren Plätzen verlegt werden mussten. Liganeuling Saarbrücken, nach sechs Spielzeiten in der Regionalliga wieder zurück in der 3. Liga, belegte zu diesem Zeitpunkt bislang am häufigsten die Spitzenposition und hatte bereits nach zehn Spieltagen 22 Zähler eingefahren, was bis dahin noch keinem Aufsteiger gelungen war. Auch zwei andere Neulinge, Verl und Türkgücü München, kamen, teilweise mit Neuverpflichtungen mit Erst- sowie Zweitligaerfahrung, gut in die Spielzeit und konkurrierten mit Teams wie Hansa Rostock und auch dem SV Wehen Wiesbaden um die vorderen Ränge. Dresden, das Team mit der durchschnittlich jüngsten Mannschaft, stand seit dem 15. Spieltag auf der Spitzenposition und holte die Herbstmeisterschaft. Dynamo hatte bei einer noch ausstehenden Partie aber auch bereits fünfmal verloren und lediglich zwei Punkte Vorsprung auf den Relegationsplatz.
Seit Saisonstart kämpften Magdeburg und Kaiserslautern gegen den Abstieg, auch der vierte Aufsteiger, der VfB Lübeck, konnte bis dato als beste Platzierung Rang 11 vorweisen und war stellenweise sogar mehrere Spieltage lang Letzter. Der Vorjahressiebte Meppen stürzte nach kurzzeitiger Erholung in einer Nachholspielphase ebenso in den Tabellenkeller wie Zwickau, das im Frühjahr 2020 nur aufgrund einer um einen Treffer besseren Tordifferenz gegenüber Chemnitz die Klasse halten konnte. Der MSV Duisburg, der in der vorherigen Saison noch knapp am direkten Wiederaufstieg gescheitert war, musste den Verlust diverser Leistungsträger hinnehmen und befand sich ebenfalls seit Saisonbeginn im Kampf um den Ligaerhalt.

### Rückrunde
Dresden konnte die Spitzenposition auch in der Rückserie verteidigen, trennte sich jedoch nach einer Serie von vier sieglosen Partien von seinem Trainer Markus Kauczinski, da die Vereinsverantwortlichen den durch die konstante Spitzenposition – entgegen anderer Verlautbarungen vor der Saison – inzwischen angepeilten direkten Wiederaufstieg gefährdet sahen. Im weiteren Verlauf wurde Hansa Rostock durch mehrere Siege in Folge zur besten Rückrundenmannschaft sowie zum ärgsten Verfolger der Sachsen, die mittlerweile von Alexander Schmidt (ehemals Türkgücü) übernommen wurden. Drei Spieltage vor Schluss standen Rostock und Dynamo punktgleich auf den direkten Aufstiegsrängen, auf die nur noch 1860 München wie auch der FC Ingolstadt vordringen konnten. Mit dem 1. FC Saarbrücken und Wehen Wiesbaden waren andererseits nach dem 35. Spieltag zwei weitere Konkurrenten ebenfalls rechnerisch nicht mehr in der Lage, wenigstens den Aufstiegsrelegationsrang zu erreichen. Dresden machte die Rückkehr in die zweite Bundesliga durch ein 4:0 gegen Türkgücü München im vorletzten Saisonspiel perfekt, nach einem Remis im Münchner Derby gegen den FC Bayern II verpasste der TSV 1860 hingegen die Chance auf einen direkten Aufstiegsplatz. Am finalen Spieltag kam es dann zum direkten Duell zwischen den Löwen und den Ingolstädter Schanzern, die bei einer Niederlage Rostocks sogar noch direkt hätten aufsteigen können. Nach neun Spielminuten wurde der Münchner Keeper Marco Hiller nach einer „Notbremse“ des Feldes verwiesen, woraufhin das Team fortan in Unterzahl zu spielen hatte. Letztendlich entschied der FC Ingolstadt das Spiel mit 3:1 für sich und musste aufgrund der schlechteren Tordifferenz gegenüber dem FC Hansa in der Relegation antreten. Die Oberbayern gewannen erst das Hinspiel mit 3:0, verloren dann das Rückspiel in Osnabrück (3:1), hatten aber insgesamt einen Treffer mehr erzielt als die Niedersachsen. Somit gelang Ingolstadt in der dritten Relegation in Folge die Rückkehr in die zweite Bundesliga. Dresden sicherte sich hingegen vor Rostock die Drittligameisterschaft. Die Sechzger erreichten neben den Mannschaften auf den Rängen 1 bis 3 ebenfalls den DFB-Pokal, darüber hinaus stellten sie mit dem bereits 36-jährigen Sascha Mölders den besten Torschützen der Saison.
Der 1. FC Magdeburg verlor ab Anfang März bis zum vorletzten Spieltag kein Spiel mehr und drang schließlich sogar in die obere Tabellenhälfte vor. Gemeinsam mit Zwickau und Halle, die sich im Vorjahr knapp gerettet hatten, gelang dem FCM ebenso vorzeitig der Klassenerhalt wie Waldhof Mannheim und dem FC Viktoria Köln. Türkgücü, nach dem Hinrundenende noch Vierter, verlor ab dem 27. Spieltag mehrere Spiele und schied so im weiteren Verlauf aus dem Aufstiegsrennen aus.
Die SpVgg Unterhaching gewann zwischen Mitte Dezember 2020 und März 2021 ihrerseits kein Spiel mehr, seit Ende Januar befand sich das Team stets auf einem Abstiegsplatz. Nach einem 0:2 gegen Waldhof Mannheim am 35. Spieltag standen die Oberbayern, die ihre vierte Drittligasaison am Stück absolviert hatten, als erster Absteiger fest. Ihr Mittelfeldspieler Markus Schwabl wurde später mit zwölf Vorlagen zum besten Assistgeber der Liga. Zu diesem Zeitpunkt waren acht weitere Teilnehmer – darunter Kaiserslautern, der KFC Uerdingen 05 und der amtierende Meister Bayern München II – noch nicht sportlich gerettet, am stärksten gefährdet war nach wie vor der VfB Lübeck auf dem vorletzten Platz. Am letzten Spieltag hatten alle Teams vor dem KFC Uerdingen auf Platz 16 bereits die Klasse gehalten; die Krefelder standen zwei Punkte vor dem SV Meppen sowie drei vor Bayern München II und sechs vor Lübeck, das durch eine Niederlage am 37. Spieltag gegen Zwickau den Unterhachingern in die Regionalliga folgen musste. Trotz eines Sieges des SV Meppen gegen Duisburg (2:1) am letzten Spieltag, der zeitgleich ausgetragen wurde, mussten die Emsländer sportlich den Gang in die vierte Liga antreten, nachdem Uerdingen (das ein weitaus besseres Torverhältnis hatte) remis gegen Mannheim gespielt hatte. Dem Meister des Vorjahres Bayern München II hätte so auch kein Sieg gereicht und nach einer Heimniederlage gegen Halle (0:1) war die Mannschaft des Trainergespanns Danny Schwarz und Martín Demichelis ebenfalls abgestiegen.

### Nach Saisonende
Der KFC Uerdingen 05 gab Anfang Juni 2021 bekannt, die durch den DFB gestellten Lizenzauflagen nicht erfüllen zu können; unter anderem war es hier um die Hinterlegung eines Betrags von 7 Mio. Euro gegangen. Der Klub kündigte als Konsequenz daraus an, sich aus der 3. Liga zurückzuziehen. Der sportlich zuvor mitabgestiegene SV Meppen (17. Tabellenplatz) durfte daraufhin nach der Erteilung der Drittligalizenz in der 3. Liga verbleiben.

## Auswirkungen der COVID-19-Pandemie
Ursprünglich war die Eröffnung für den 24. Juli 2020 und der letzte Spieltag auf den 15. Mai 2021 terminiert worden. Da der Spielbetrieb der Vorsaison aufgrund der COVID-19-Pandemie in Deutschland vom 9. März bis zum 30. Mai unterbrochen war und erst am 4. Juli beendet wurde, war eine Verschiebung des Saisonstarts notwendig.
Der DFB und die DFL (für die Bundesligen) passten in Absprache mit der FIFA die Sommertransferperiode (grundsätzlich 1. Juli bis 31. August) an. Das Transferfenster war am 1. Juli (Wechselperiode I.1) und vom 15. Juli bis zum 5. Oktober 2020 (Wechselperiode I.2) geöffnet. Die erste, eintägige Phase diente insbesondere der Registrierung am 1. Juli 2020 beginnender Verträge.
Am 15. September 2020, drei Tage vor Eröffnung der neuen Saison, einigten sich die Ministerpräsidenten und Vertreter der Liga auf ein Konzept, das bis Ende Oktober eine Zuschauerzahl von maximal 20 Prozent der Stadionkapazität zuließ. Letztlich mussten an den ersten acht Spieltagen 30 von 75 Partien unter Ausschluss der Öffentlichkeit ausgetragen werden, im Schnitt durften bis dahin aber trotzdem lediglich 1700 Zuschauer in die Stadien. Nach einem Beschluss der Ministerpräsidenten vom 29. Oktober wurde schließlich mindestens für die Spieltage 9 bis 13 sowie die in diesem Zeitraum ausgetragenen Nachholspiele ein genereller Ausschluss von Zuschauern angeordnet. Hintergrund war der zunächst nur für November und später mehrfach bis Mitte April verlängerte bundesweit gültige Shutdown, der aber den generellen Spielbetrieb der beiden Bundesligen sowie der 3. Liga nicht mit einschloss. Am 20. März 2021, an dem der 29. Spieltag stattfand, durfte Hansa Rostock aufgrund eines dauerhaft niedrigen, innerstädtischen Corona-Inzidenzwerts als erster Profiverein seit Anfang November unter strengen Auflagen vor 777 Zuschauern spielen.
Zur Rückrunde wurde die Wiedereinführung von fünf Spielerwechseln pro Mannschaft und Partie bis zum Saisonende beschlossen, nachdem sich eine Mehrheit der Teilnehmer vor Saisonbeginn noch dagegen ausgesprochen hatte.

## Statistiken

### Abschlusstabelle
| Pl.             | Verein                       | Sp. | S  | U  | N  | Tore    | Diff. | Punkte | Anm.     |
| --------------- | ---------------------------- | --- | -- | -- | -- | ------- | ----- | ------ | -------- |
| 1.              | Dynamo Dresden (A)           | 38  | 23 | 6  | 9  | 061:290 | +32   | 75     | ▲ / P    |
| 2.              | Hansa Rostock                | 38  | 20 | 11 | 7  | 052:330 | +19   | 71     | ▲ / P    |
| 3.              | FC Ingolstadt 04 (R)         | 38  | 20 | 11 | 7  | 056:400 | +16   | 71     | ( ▲) / P |
| 4.              | TSV 1860 München             | 38  | 18 | 12 | 8  | 069:350 | +34   | 66     | P        |
| 5.              | 1. FC Saarbrücken (N)        | 38  | 16 | 11 | 11 | 066:510 | +15   | 59     |          |
| 6.              | SV Wehen Wiesbaden (A)       | 38  | 15 | 11 | 12 | 057:530 | +4    | 56     |          |
| 7.              | SC Verl (N)                  | 38  | 14 | 13 | 11 | 066:550 | +11   | 55     |          |
| 8.              | SV Waldhof Mannheim          | 38  | 13 | 13 | 12 | 050:550 | −5    | 52     |          |
| 9.              | Hallescher FC                | 38  | 14 | 10 | 14 | 051:580 | −7    | 52     |          |
| 10.             | FSV Zwickau                  | 38  | 13 | 12 | 13 | 046:450 | +1    | 51     |          |
| 11.             | 1. FC Magdeburg              | 38  | 14 | 9  | 15 | 042:450 | −3    | 51     |          |
| 12.             | FC Viktoria Köln             | 38  | 13 | 12 | 13 | 052:590 | −7    | 51     |          |
| 13.             | Türkgücü München (N)         | 38  | 12 | 11 | 15 | 045:550 | −10   | 47     |          |
| 14.             | 1. FC Kaiserslautern         | 38  | 8  | 19 | 11 | 047:520 | −5    | 43     |          |
| 15.             | MSV Duisburg                 | 38  | 11 | 10 | 17 | 052:670 | −15   | 43     |          |
| 16.             | KFC Uerdingen 05 IN          | 38  | 11 | 11 | 16 | 038:500 | −12   | 41     | ▼        |
| 17.             | SV Meppen                    | 38  | 12 | 5  | 21 | 037:610 | −24   | 41     |          |
| 18.             | FC Bayern München II U23 (M) | 38  | 8  | 13 | 17 | 047:580 | −11   | 37     | ▼        |
| 19.             | VfB Lübeck (N)               | 38  | 8  | 11 | 19 | 041:570 | −16   | 35     | ▼        |
| 20.             | SpVgg Unterhaching           | 38  | 9  | 5  | 24 | 040:570 | −17   | 32     | ▼        |
| Stand: Endstand |                              |     |    |    |    |         |       |        |          |

| Zum Saisonende 2019/20: | |
| (A)                     | Absteiger aus der 2. Bundesliga 2019/20                                                                                  |
| (R)                     | Verlierer der Relegation zur 2. Bundesliga                                                                               |
| (N)                     | Neuzugang, Aufsteiger aus der Regionalliga 2019/20                                                                       |
| Zum Saisonende 2020/21: | |
| ▲                       | Aufsteiger in die 2. Bundesliga 2021/22                                                                                  |
| ( ▲)                    | Teilnehmer an den Relegationsspielen gegen den 16. der 2. Bundesliga 2020/21 und Aufsteiger in die 2. Bundesliga 2021/22 |
| P                       | Teilnehmer am DFB-Pokal 2021/22                                                                                          |
| ▼                       | Absteiger in die Regionalligen 2021/22                                                                                   |

### Kreuztabelle
Die Kreuztabelle stellt die Ergebnisse aller Spiele dieser Saison dar. Die Heimmannschaft ist in der linken Spalte, die Gastmannschaft in der oberen Zeile aufgelistet.
| 2020/21              | SV Wehen Wiesbaden | Dynamo Dresden | FC Bayern München II | FC Ingolstadt 04 | MSV Duisburg | Hansa Rostock | SV Meppen | TSV 1860 München | SV Waldhof Mannheim | 1. FC Kaiserslautern | SpVgg Unterhaching | FC Viktoria Köln | KFC Uerdingen 05 | 1. FC Magdeburg | Hallescher FC | FSV Zwickau | 1. FC Saarbrücken | SC Verl | Türkgücü München | VfB Lübeck |
| -------------------- | ------------------ | -------------- | -------------------- | ---------------- | ------------ | ------------- | --------- | ---------------- | ------------------- | -------------------- | ------------------ | ---------------- | ---------------- | --------------- | ------------- | ----------- | ----------------- | ------- | ---------------- | ---------- |
| SV Wehen Wiesbaden   |                    | 0:1            | 2:4                  | 1:2              | 0:3          | 2:1           | 1:0       | 1:1              | 0:1                 | 2:2                  | 1:0                | 2:2              | 3:1              | 1:0             | 1:1           | 3:1         | 2:2               | 0:0     | 3:1              | 4:2        |
| Dynamo Dresden       | 1:0 5 6            |                | 1:1 6                | 4:0              | 1:0 5        | 0:0           | 3:0       | 2:1              | 1:1                 | 4:3                  | 2:0                | 2:0              | 0:0              | 1:0             | 0:3           | 1:2         | 1:1               | 4:1     | 4:0              | 3:1        |
| FC Bayern München II | 2:0                | 3:0            |                      | 1:3              | 1:1          | 0:1           | 2:0 5     | 0:2              | 2:0                 | 0:0                  | 1:2                | 0:1              | 0:1              | 0:2             | 0:1           | 3:2 5       | 0:4               | 1:2 6   | 2:2              | 2:3        |
| FC Ingolstadt 04     | 4:1                | 1:0            | 2:2                  |                  | 2:1          | 1:0           | 0:0       | 3:1              | 1:0                 | 1:0                  | 0:1                | 2:1              | 2:1              | 1:0             | 1:1           | 3:2         | 0:0               | 2:1     | 2:1              | 1:1        |
| MSV Duisburg         | 4:1                | 0:3            | 2:2                  | 1:5              |              | 1:2           | 1:0       | 1:0              | 1:1                 | 2:2                  | 2:1                | 1:3              | 0:2              | 1:2 5           | 0:0 5         | 1:1         | 2:3 5             | 0:4     | 3:2              | 3:1        |
| Hansa Rostock        | 1:1                | 1:3            | 2:0                  | 1:1              | 3:1          |               | 0:2       | 1:1              | 1:0                 | 2:1                  | 1:0                | 5:1              | 0:0              | 0:2             | 1:0           | 0:0         | 4:2               | 3:2     | 2:0 5            | 1:1        |
| SV Meppen            | 0:3                | 0:4            | 2:1                  | 2:0              | 2:1          | 2:3           |           | 1:3              | 2:0 5               | 3:2                  | 3:2                | 0:1              | 0:4 5            | 1:2             | 2:1           | 1:2         | 1:0               | 1:2     | 1:4 5            | 0:2        |
| TSV 1860 München     | 2:2                | 1:0            | 2:2                  | 1:0              | 0:2          | 0:0           | 1:1       |                  | 5:0                 | 3:0                  | 3:1                | 1:1              | 0:0              | 1:1             | 6:1           | 0:1         | 1:2               | 3:2     | 2:2              | 4:1        |
| SV Waldhof Mannheim  | 0:1                | 1:0            | 2:2                  | 4:1              | 2:2          | 1:2           | 0:1       | 0:2              |                     | 0:2                  | 1:4                | 2:2              | 1:1              | 5:2             | 3:2           | 1:0         | 4:1               | 2:2     | 4:4              | 3:2        |
| 1. FC Kaiserslautern | 0:1                | 0:1            | 1:1                  | 1:1              | 2:2          | 0:0           | 2:2       | 0:3              | 1:1                 |                      | 3:2                | 0:0              | 4:1              | 1:1             | 3:1           | 2:2 6       | 2:1               | 1:1     | 0:0              | 1:0        |
| SpVgg Unterhaching   | 2:1                | 2:0            | 1:1                  | 0:1              | 0:1          | 0:1           | 2:1       | 0:2              | 0:2                 | 2:0                  |                    | 2:2              | 2:3              | 0:2             | 3:0           | 1:2         | 0:1               | 3:4 5   | 0:2              | 1:0        |
| FC Viktoria Köln     | 0:2                | 2:4            | 3:2                  | 2:0              | 3:1          | 1:2           | 1:0 6     | 2:1              | 1:2                 | 3:3                  | 1:1                |                  | 0:2              | 2:4 6           | 2:0           | 1:1         | 0:2               | 2:2     | 0:2              | 0:2        |
| KFC Uerdingen 05     | 0:4                | 0:2 5          | 1:1                  | 0:3 5            | 1:2          | 0:1 5         | 0:2       | 1:3              | 1:1                 | 0:2                  | 3:1                | 1:1              |                  | 1:0             | 0:1           | 1:1 6       | 1:0               | 1:2     | 1:0              | 1:1        |
| 1. FC Magdeburg      | 1:2                | 0:1            | 2:1                  | 2:0              | 3:2          | 1:1           | 0:0       | 0:3              | 1:1                 | 1:0                  | 1:1                | 0:2              | 1:1              |                 | 0:2           | 0:0         | 1:2 5             | 0:4     | 2:0              | 1:0        |
| Hallescher FC        | 4:0                | 1:3            | 0:4                  | 0:2              | 1:1 6        | 1:1           | 4:1       | 0:4              | 0:0 5               | 1:1                  | 2:0 5              | 2:0              | 2:1              | 1:0             |               | 0:2         | 1:1               | 1:1     | 4:1              | 2:1        |
| FSV Zwickau          | 2:1                | 0:2            | 1:1                  | 0:2 5            | 3:1          | 0:2           | 0:0       | 1:2              | 0:0                 | 1:2                  | 2:1                | 1:2              | 1:2              | 0:1             | 2:2           |             | 2:0               | 3:0     | 0:1 5            | 2:1        |
| 1. FC Saarbrücken    | 3:3                | 2:1            | 1:2                  | 3:3              | 4:1 6        | 2:0           | 2:0       | 2:1              | 5:0                 | 1:1                  | 2:1                | 2:3              | 2:2              | 0:3             | 4:0           | 1:2 6       |                   | 1:2     | 2:1              | 0:0        |
| SC Verl              | 2:2                | 0:0            | 3:0                  | 1:1 6            | 1:2          | 2:3           | 3:1       | 1:1              | 0:1                 | 1:1                  | 2:1                | 1:1              | 3:0              | 3:1             | 4:2           | 1:1 5       | 1:3               |         | 0:1              | 1:2        |
| Türkgücü München     | 0:0                | 1:0            | 0:0                  | 1:1              | 2:1          | 0:3           | 2:0       | 0:2              | 0:2                 | 3:0                  | 0:0 5              | 1:1              | 0:2              | 2:1             | 0:3           | 1:1         | 1:1               | 1:2     |                  | 4:3        |
| VfB Lübeck           | 0:3                | 0:1            | 3:0                  | 1:1              | 1:1          | 1:0 6         | 0:2       | 0:0 6            | 0:1 5               | 1:1                  | 1:0                | 1:2              | 1:0              | 1:1             | 2:3           | 1:2         | 1:1               | 2:2     | 0:2              |            |
| Stand: Endstand      |                    |                |                      |                  |              |               |           |                  |                     |                      |                    |                  |                  |                 |               |             |                   |         |                  |            |

Verlegte Partien
Es mussten 39 Spiele aufgrund von teaminternen COVID-19-Infektionsfällen bzw. Witterungsbedingungen verlegt werden. Der FSV Zwickau war mit neun Absagen am häufigsten betroffen, gefolgt vom MSV Duisburg mit sechs Verschiebungen.
| Spieltag                                         | Partie                                | Verlegungsgrund        | Quelle(n)     |
| ------------------------------------------------ | ------------------------------------- | ---------------------- | ------------- |
| 4                                                | MSV Duisburg – 1. FC Saarbrücken      | COVID-19-Pandemie      | [ 20 ]        |
| 5                                                | MSV Duisburg – Hallescher FC          | COVID-19-Pandemie      | [ 20 ]        |
| 7                                                | FSV Zwickau – Türkgücü München        | COVID-19-Pandemie      | [ 21 ]        |
| 8                                                | Hallescher FC – SpVgg Unterhaching    | COVID-19-Pandemie      | [ 22 ]        |
| 8                                                | SC Verl – FSV Zwickau *               | COVID-19-Pandemie      | [ 22 ] [ 23 ] |
| 9                                                | SV Meppen – SV Waldhof Mannheim       | COVID-19-Pandemie      | [ 24 ]        |
| 9                                                | SpVgg Unterhaching – SC Verl          | COVID-19-Pandemie      | [ 24 ]        |
| 9                                                | Hansa Rostock – Türkgücü München      | COVID-19-Pandemie      | [ 24 ]        |
| 10                                               | FC Bayern München II – SV Meppen      | COVID-19-Pandemie      | [ 25 ]        |
| 11                                               | SV Meppen – Türkgücü München          | COVID-19-Pandemie      | [ 26 ]        |
| 13                                               | VfB Lübeck – SV Waldhof Mannheim      | COVID-19-Pandemie      | [ 27 ]        |
| 14                                               | FC Bayern München II – FSV Zwickau    | COVID-19-Pandemie      | [ 28 ]        |
| 14                                               | Türkgücü München – SpVgg Unterhaching | COVID-19-Pandemie      | [ 29 ]        |
| 15                                               | FSV Zwickau – FC Ingolstadt 04        | COVID-19-Pandemie      | [ 28 ]        |
| 16                                               | 1. FC Magdeburg – 1. FC Saarbrücken   | COVID-19-Pandemie      | [ 30 ]        |
| 17                                               | Hallescher FC – Waldhof Mannheim      | COVID-19-Pandemie      | [ 31 ]        |
| 17                                               | MSV Duisburg – 1. FC Magdeburg        | COVID-19-Pandemie      | [ 32 ]        |
| 19                                               | 1. FC Saarbrücken – FSV Zwickau *     | Platz nicht bespielbar | [ 33 ] [ 34 ] |
| 19                                               | VfB Lübeck – Hansa Rostock *          | Platz nicht bespielbar | [ 35 ] [ 36 ] |
| 19                                               | Dynamo Dresden – SV Wehen Wiesbaden * | COVID-19-Pandemie      | [ 37 ]        |
| 19                                               | Dynamo Dresden – SV Wehen Wiesbaden * | Platz nicht bespielbar | [ 38 ]        |
| 20                                               | KFC Uerdingen 05 – FC Ingolstadt 04   | COVID-19-Pandemie      | [ 39 ]        |
| 21                                               | FC Bayern München II – SC Verl        | Platz nicht bespielbar | [ 40 ]        |
| 21                                               | SV Meppen – KFC Uerdingen 05          | COVID-19-Pandemie      | [ 39 ]        |
| 22                                               | KFC Uerdingen 05 – Hansa Rostock      | COVID-19-Pandemie      | [ 41 ]        |
| 22                                               | Dynamo Dresden – FC Bayern München II | Platz nicht bespielbar | [ 42 ]        |
| 22                                               | FC Viktoria Köln – 1. FC Magdeburg    | Platz nicht bespielbar | [ 43 ]        |
| 23                                               | VfB Lübeck – TSV 1860 München         | Platz nicht bespielbar | [ 44 ]        |
| 23                                               | 1. FC Saarbrücken – MSV Duisburg      | Platz nicht bespielbar | [ 45 ]        |
| 24                                               | FC Viktoria Köln – SV Meppen          | Platz nicht bespielbar | [ 46 ]        |
| 24                                               | Hallescher FC – MSV Duisburg          | Platz nicht bespielbar | [ 47 ]        |
| 24                                               | SC Verl – FC Ingolstadt 04            | Platz nicht bespielbar | [ 47 ]        |
| 24                                               | KFC Uerdingen 05 – FSV Zwickau        | Platz nicht bespielbar | [ 48 ]        |
| 28                                               | 1. FC Kaiserslautern – FSV Zwickau    | Platz nicht bespielbar | [ 49 ]        |
| 32                                               | Dynamo Dresden – MSV Duisburg         | COVID-19-Pandemie      | [ 50 ]        |
| 33                                               | KFC Uerdingen 05 – Dynamo Dresden     | COVID-19-Pandemie      | [ 50 ]        |
| * Die markierten Partien wurden zweimal verlegt. |                                       |                        |               |

### Relegation
Die beiden Relegationsspiele zwischen dem Dritten der 3. Liga und dem 16. der 2. Bundesliga wurden am 27. und 30. Mai 2021 ausgetragen.
Das Hinspiel in Ingolstadt durften neben Vereins- und Familienangehörigen auch 250 Heimfans besuchen, in Osnabrück waren 2.000 Heimfans zugelassen.
| Datum        |                  | Ergebnis  |                  | Tore                                                             |
| ------------ | ---------------- | --------- | ---------------- | ---------------------------------------------------------------- |
| 27. Mai 2021 | FC Ingolstadt 04 | 3:0 (2:0) | VfL Osnabrück    | 1:0 Schröck (2.), 2:0 Kaya (35.), 3:0 Eckert Ayensa (81.)        |
| 30. Mai 2021 | VfL Osnabrück    | 3:1 (2:1) | FC Ingolstadt 04 | 1:0, 2:0 Heider (6., 20.), 2:1 Bilbija (31.), 3:1 Amenyido (81.) |
| Gesamt:      | FC Ingolstadt 04 | 4:3       | VfL Osnabrück    |                                                                  |

Der VfL Osnabrück stieg damit in die 3. Liga ab, der FC Ingolstadt 04 stieg in die 2. Bundesliga auf.

### Tabellenverlauf
Verlegte Partien werden entsprechend der ursprünglichen Terminierung dargestellt, damit an allen Spieltagen für jede Mannschaft die gleiche Anzahl an Spielen berücksichtigt wird.
Der Punktabzug des KFC Uerdingen 05 ist ab dem 24. Spieltag berücksichtigt.
|                      | 1  | 2  | 3  | 4  | 5  | 6  | 7  | 8  | 9  | 10 | 11 | 12 | 13 | 14 | 15 | 16 | 17 | 18 | 19 | 20 | 21 | 22 | 23 | 24 | 25 | 26 | 27 | 28 | 29 | 30 | 31 | 32 | 33 | 34 | 35 | 36 | 37 | 38 |
| -------------------- | -- | -- | -- | -- | -- | -- | -- | -- | -- | -- | -- | -- | -- | -- | -- | -- | -- | -- | -- | -- | -- | -- | -- | -- | -- | -- | -- | -- | -- | -- | -- | -- | -- | -- | -- | -- | -- | -- |
| SV Wehen Wiesbaden   | 13 | 6  | 7  | 10 | 12 | 9  | 7  | 10 | 11 | 10 | 9  | 8  | 9  | 7  | 8  | 6  | 7  | 8  | 8  | 9  | 10 | 8  | 6  | 6  | 5  | 4  | 5  | 7  | 7  | 7  | 6  | 5  | 6  | 6  | 6  | 6  | 6  | 6  |
| Dynamo Dresden       | 6  | 8  | 12 | 8  | 4  | 8  | 11 | 7  | 8  | 7  | 6  | 3  | 2  | 2  | 1  | 1  | 1  | 1  | 1  | 1  | 1  | 1  | 1  | 1  | 1  | 1  | 1  | 1  | 1  | 1  | 1  | 1  | 1  | 1  | 1  | 1  | 1  | 1  |
| FC Bayern München II | 7  | 18 | 8  | 12 | 13 | 14 | 12 | 11 | 10 | 9  | 10 | 12 | 12 | 12 | 11 | 10 | 10 | 11 | 9  | 10 | 12 | 12 | 12 | 12 | 13 | 12 | 12 | 13 | 15 | 16 | 16 | 16 | 16 | 18 | 18 | 18 | 18 | 18 |
| FC Ingolstadt 04     | 4  | 1  | 4  | 11 | 5  | 7  | 5  | 5  | 5  | 5  | 3  | 2  | 5  | 4  | 3  | 2  | 2  | 2  | 2  | 2  | 2  | 2  | 2  | 2  | 2  | 3  | 3  | 3  | 3  | 3  | 3  | 3  | 3  | 3  | 4  | 4  | 3  | 3  |
| MSV Duisburg         | 18 | 15 | 17 | 16 | 17 | 15 | 16 | 15 | 15 | 17 | 18 | 17 | 20 | 20 | 19 | 19 | 20 | 20 | 20 | 20 | 20 | 20 | 20 | 19 | 17 | 16 | 14 | 15 | 14 | 12 | 13 | 14 | 14 | 13 | 14 | 14 | 14 | 15 |
| Hansa Rostock        | 1  | 9  | 11 | 7  | 7  | 4  | 3  | 2  | 2  | 2  | 4  | 5  | 4  | 5  | 6  | 8  | 6  | 5  | 6  | 4  | 4  | 3  | 3  | 3  | 3  | 2  | 2  | 2  | 2  | 2  | 2  | 2  | 2  | 2  | 2  | 2  | 2  | 2  |
| SV Meppen            | 18 | 9  | 14 | 14 | 17 | 19 | 17 | 17 | 17 | 19 | 19 | 20 | 19 | 19 | 16 | 17 | 15 | 14 | 14 | 13 | 16 | 17 | 14 | 15 | 14 | 14 | 15 | 14 | 12 | 14 | 15 | 15 | 15 | 16 | 16 | 16 | 17 | 17 |
| TSV 1860 München     | 1  | 4  | 3  | 2  | 2  | 3  | 2  | 3  | 3  | 3  | 7  | 7  | 8  | 11 | 5  | 5  | 5  | 3  | 3  | 3  | 3  | 4  | 4  | 4  | 7  | 6  | 6  | 4  | 4  | 4  | 4  | 4  | 4  | 4  | 3  | 3  | 4  | 4  |
| SV Waldhof Mannheim  | 7  | 13 | 13 | 13 | 9  | 12 | 15 | 14 | 14 | 13 | 13 | 11 | 10 | 8  | 10 | 13 | 11 | 10 | 11 | 11 | 8  | 7  | 9  | 9  | 9  | 10 | 11 | 12 | 13 | 11 | 11 | 11 | 11 | 14 | 12 | 10 | 8  | 8  |
| 1. FC Kaiserslautern | 17 | 20 | 19 | 18 | 19 | 17 | 18 | 19 | 19 | 16 | 16 | 16 | 15 | 15 | 17 | 18 | 16 | 17 | 18 | 19 | 17 | 18 | 15 | 16 | 16 | 17 | 17 | 18 | 18 | 18 | 18 | 17 | 17 | 15 | 15 | 15 | 15 | 14 |
| SpVgg Unterhaching   | 15 | 11 | 5  | 3  | 5  | 11 | 13 | 16 | 16 | 18 | 17 | 17 | 17 | 16 | 14 | 14 | 14 | 15 | 16 | 16 | 18 | 19 | 19 | 20 | 20 | 20 | 19 | 20 | 20 | 20 | 20 | 20 | 20 | 20 | 20 | 20 | 20 | 20 |
| FC Viktoria Köln     | 7  | 15 | 9  | 5  | 3  | 2  | 6  | 9  | 6  | 8  | 8  | 9  | 11 | 9  | 9  | 12 | 13 | 13 | 12 | 14 | 14 | 15 | 18 | 14 | 12 | 13 | 13 | 10 | 10 | 10 | 9  | 8  | 8  | 8  | 8  | 9  | 10 | 12 |
| KFC Uerdingen 05     | 15 | 19 | 18 | 17 | 14 | 16 | 14 | 13 | 13 | 11 | 11 | 13 | 13 | 13 | 13 | 11 | 12 | 12 | 15 | 15 | 13 | 13 | 13 | 13 | 15 | 15 | 16 | 16 | 16 | 17 | 17 | 18 | 18 | 17 | 17 | 17 | 16 | 16 |
| 1. FC Magdeburg      | 20 | 17 | 20 | 20 | 15 | 18 | 19 | 20 | 20 | 20 | 20 | 19 | 18 | 18 | 18 | 20 | 17 | 18 | 17 | 17 | 19 | 14 | 17 | 18 | 19 | 19 | 18 | 17 | 17 | 15 | 14 | 13 | 12 | 10 | 9  | 8  | 9  | 11 |
| Hallescher FC        | 3  | 11 | 15 | 15 | 16 | 13 | 10 | 8  | 9  | 12 | 12 | 10 | 7  | 10 | 12 | 7  | 9  | 9  | 10 | 8  | 9  | 11 | 11 | 11 | 11 | 9  | 10 | 11 | 11 | 13 | 12 | 12 | 13 | 12 | 11 | 12 | 11 | 9  |
| FSV Zwickau          | 4  | 7  | 9  | 5  | 10 | 6  | 9  | 12 | 12 | 14 | 15 | 15 | 16 | 17 | 20 | 16 | 19 | 16 | 13 | 12 | 11 | 10 | 10 | 10 | 10 | 11 | 9  | 9  | 8  | 9  | 10 | 10 | 10 | 11 | 13 | 13 | 12 | 10 |
| 1. FC Saarbrücken    | 11 | 5  | 1  | 1  | 1  | 1  | 1  | 1  | 1  | 1  | 1  | 1  | 1  | 3  | 4  | 4  | 3  | 6  | 7  | 7  | 7  | 9  | 7  | 7  | 6  | 5  | 4  | 5  | 6  | 5  | 5  | 6  | 5  | 5  | 5  | 5  | 5  | 5  |
| SC Verl              | 13 | 3  | 2  | 4  | 8  | 5  | 4  | 3  | 4  | 4  | 2  | 4  | 3  | 1  | 2  | 3  | 4  | 4  | 5  | 6  | 5  | 5  | 5  | 5  | 4  | 7  | 7  | 6  | 5  | 6  | 7  | 7  | 7  | 7  | 7  | 7  | 7  | 7  |
| Türkgücü München     | 7  | 2  | 6  | 9  | 11 | 10 | 8  | 6  | 7  | 6  | 5  | 6  | 6  | 6  | 7  | 9  | 8  | 7  | 4  | 5  | 6  | 6  | 8  | 8  | 8  | 8  | 8  | 8  | 9  | 8  | 8  | 9  | 9  | 9  | 10 | 11 | 13 | 13 |
| VfB Lübeck           | 11 | 14 | 16 | 18 | 20 | 20 | 20 | 18 | 18 | 15 | 14 | 14 | 14 | 14 | 15 | 15 | 18 | 19 | 19 | 18 | 15 | 16 | 16 | 17 | 18 | 18 | 20 | 19 | 19 | 19 | 19 | 19 | 19 | 19 | 19 | 19 | 19 | 19 |

### Torschützenliste
| Pl.             | Spieler            | Mannschaft          | Tore |
| --------------- | ------------------ | ------------------- | ---- |
| 1.              | Sascha Mölders     | TSV 1860 München    | 22   |
| 2.              | Terrence Boyd      | Hallescher FC       | 18   |
| 3.              | Nicklas Shipnoski  | 1. FC Saarbrücken   | 15   |
| 4.              | Zlatko Janjić      | SC Verl             | 14   |
| 4.              | Aygün Yıldırım     | SC Verl             | 14   |
| 6.              | Stefan Kutschke    | FC Ingolstadt 04    | 13   |
| 6.              | Dominik Martinović | SV Waldhof Mannheim | 13   |
| 6.              | Petar Slišković    | Türkgücü München    | 13   |
| 9.              | Christoph Daferner | Dynamo Dresden      | 12   |
| 9.              | Maurice Malone     | SV Wehen Wiesbaden  | 12   |
| 9.              | John Verhoek       | Hansa Rostock       | 12   |
| Stand: Endstand |                    |                     |      |

### Torvorlagenliste
| Pl.             | Spieler            | Mannschaft          | Vorlagen |
| --------------- | ------------------ | ------------------- | -------- |
| 1.              | Markus Schwabl     | SpVgg Unterhaching  | 12       |
| 2.              | Kasim Rabihić      | SC Verl             | 11       |
| 2.              | Sercan Sararer     | Türkgücü München    | 11       |
| 4.              | Maurice Malone     | SV Wehen Wiesbaden  | 09       |
| 4.              | Dominik Martinović | SV Waldhof Mannheim | 09       |
| 6.              | Barış Atik         | 1. FC Magdeburg     | 08       |
| 6.              | Philipp Hosiner    | Dynamo Dresden      | 08       |
| 6.              | Tobias Jänicke     | 1. FC Saarbrücken   | 08       |
| 6.              | Zlatko Janjić      | SC Verl             | 08       |
| 6.              | Morris Schröter    | FSV Zwickau         | 08       |
| 6.              | Nicklas Shipnoski  | 1. FC Saarbrücken   | 08       |
| 6.              | Moritz Stoppelkamp | MSV Duisburg        | 08       |
| 6.              | Mike Wunderlich    | FC Viktoria Köln    | 08       |
| Stand: Endstand |                    |                     |          |

### Stadien, Zuschauer, Sponsoring, Ausstatter und Dauerkarten
Die Teilnehmer sind nach dem Zuschauerschnitt vorsortiert.
Zunächst waren aufgrund der COVID-19-Pandemie nur Teilauslastungen der jeweiligen Gesamtkapazitäten gestattet, es gab hierbei regionale Unterschiede, die auf Entscheidungen der jeweiligen Landesregierung zurückgingen. Seit dem 9. Spieltag waren nur noch sogenannte „Geisterspiele“ unter Ausschluss der Öffentlichkeit gestattet. Hansa Rostock durfte am 29. Spieltag als erster Teilnehmer nach einer Erlaubnis durch das Land Mecklenburg-Vorpommern wieder Zuschauer (777) empfangen, musste jedoch im darauffolgenden Heimspiel ebenfalls wieder vor leeren Rängen spielen. Im letzten Saisonspiel am 38. Spieltag durften die Hanseaten erneut Zuschauer empfangen, diesmal waren es gar 7500 Personen. Am gleichen Spieltag waren bei den Heimspielen von Bayern München II und Türkgücü München sowie des FC Ingolstadt 04 je 250 Zuschauer zugelassen. Der TSV 1860 München war letztendlich der einzige Klub, der bei keinem seiner Heimspiele Zuschauer empfangen durfte.
|                 | Verein               | Stadion                                                                                           | Kapazität            | Zuschauer | pro Spiel | Auslastung | absolvierte Heimspiele | Geisterspiele | Trikotsponsor           | Ärmelsponsor                 | Ausstatter    |
| --------------- | -------------------- | ------------------------------------------------------------------------------------------------- | -------------------- | --------- | --------- | ---------- | ---------------------- | ------------- | ----------------------- | ---------------------------- | ------------- |
| 01.             | Hansa Rostock        | Ostseestadion                                                                                     | 29.000               | 37.902    | 01.995    | 06,88 %    | 19                     | 13            | sunmaker                | SoftClean                    | Nike          |
| 02.             | 1. FC Magdeburg      | MDCC-Arena                                                                                        | 30.098               | 18.300    | 00963     | 03,20 %    | 19                     | 15            | sunmaker                | SWM                          | Uhlsport      |
| 03.             | 1. FC Kaiserslautern | Fritz-Walter-Stadion                                                                              | 49.850               | 13.055    | 00687     | 01,38 %    | 19                     | 16            | Allgäuer Latschenkiefer | Lacalut                      | Nike          |
| 04.             | Dynamo Dresden       | Rudolf-Harbig-Stadion                                                                             | 32.066               | 12.853    | 00676     | 02,11 %    | 19                     | 15            | ALL-INKL.COM            | AOK Plus                     | Craft         |
| 05.             | VfB Lübeck           | Dietmar-Scholze-Stadion an der Lohmühle                                                           | 10.800               | 07.260    | 00382     | 03,54 %    | 19                     | 15            | HanseBelt               | Mayo Feinkost                | Hummel        |
| 06.             | Hallescher FC        | Erdgas Sportpark                                                                                  | 15.057               | 06.785    | 00357     | 02,37 %    | 19                     | 16            | sunmaker                | Autohaus König               | Puma          |
| 06.             | FC Ingolstadt 04     | Audi-Sportpark                                                                                    | 15.200               | 06.783    | 00357     | 02,35 %    | 19                     | 15            | PROSIS                  | Audi Schanzer Fußballschule  | Puma          |
| 08.             | FSV Zwickau          | GGZ-Arena                                                                                         | 10.134               | 06.221    | 00327     | 03,23 %    | 19                     | 17            | sunmaker                | ATUS Automatisierungstechnik | Puma          |
| 09.             | SV Waldhof Mannheim  | Carl-Benz-Stadion                                                                                 | 25.721               | 06.202    | 00326     | 01,27 %    | 19                     | 17            | Suntat 13               | SNP                          | Capelli       |
| 10.             | SV Meppen            | Hänsch-Arena                                                                                      | 13.696               | 04.000    | 00211     | 01,54 %    | 19                     | 15            | KiKxxl                  | ECHT EMSLAND                 | Nike          |
| 11.             | MSV Duisburg         | Schauinsland-Reisen-Arena                                                                         | 31.500               | 03.462    | 0182      | 00,58 %    | 19                     | 18            | Iberostar               | R(H)EINPOWER                 | Capelli       |
| 12.             | KFC Uerdingen 05     | 10 × Merkur Spiel-Arena, Düsseldorf 9 × Stadion am Lotter Kreuz, Lotte 7                          | 54.600 10.059        | 02.500    | 00132     | 00,39 %    | 19                     | 18            | SWK                     | keiner                       | Capelli Sport |
| 13.             | SV Wehen Wiesbaden   | Brita-Arena                                                                                       | 09.100               | 02.070    | 00109     | 01,20 %    | 19                     | 16            | BRITA                   | sunmaker                     | Capelli       |
| 14.             | SC Verl              | 5 × Benteler-Arena, Paderborn 14 × Sportclub Arena 8                                              | 15.000 05.153        | 02.017    | 00106     | 01,37 %    | 19                     | 17            | Beckhoff                | EGE GmbH                     | Joma          |
| 15.             | 1. FC Saarbrücken    | 17 × Ludwigsparkstadion 1 × PSD Bank Arena, Frankfurt 1 × Hermann-Neuberger-Stadion, Völklingen 9 | 16.003 12.542 06.800 | 01.800    | 00095     | 00,62 %    | 19                     | 17            | Victor’s Group          | Saarland-Sporttoto           | Adidas        |
| 16.             | FC Viktoria Köln     | Sportpark Höhenberg                                                                               | 10.001               | 01.323    | 00070     | 00,70 %    | 19                     | 17            | ETL                     | Wintec Autoglas              | Puma          |
| 17.             | SpVgg Unterhaching   | Sportpark Unterhaching                                                                            | 15.053               | 01.100    | 00058     | 00,38 %    | 19                     | 18            | Deutsche Saatgut 12     | LUPSE & LUPSE                | Adidas        |
| 18.             | FC Bayern München II | 18 × Grünwalder Stadion 1 × FC Bayern Campus 10                                                   | 15.000 02.500        | 000250    | 00013     | 00,09 %    | 19                     | 18            | Magenta Sport           | Tipico                       | Adidas        |
| 18.             | Türkgücü München     | 11 × Grünwalder Stadion 8 × Olympiastadion 11                                                     | 15.000 69.250        | 000250    | 00013     | 00,03 %    | 19                     | 18            | YAYLA-Türk              | Gazi                         | Capelli       |
| 20.             | TSV 1860 München     | Grünwalder Stadion                                                                                | 15.000               | 00000     | 00000     | 0000 %     | 19                     | 19            | Die Bayerische          | Bet3000                      | Nike          |
| Gesamt          | Gesamt               | Gesamt                                                                                            | 447.9030             | 134.1330  | 00353     | 1,68 %     | 3800                   | 3300          |                         |                              |               |
| Stand: Endstand |                      |                                                                                                   |                      |           |           |            |                        |               |                         |                              |               |

## Wissenswertes – Höchstwerte der Saison
- Das torreichste Spiel sowie Remis war mit acht Treffern das 4:4 des SV Waldhof Mannheim gegen Türkgücü München am 3. Spieltag.
- Die höchsten Siege waren mit jeweils fünf Toren Differenz:
  - das 6:1 des TSV 1860 München gegen den Halleschen FC am 9. Spieltag.
  - das 5:0 des TSV 1860 München gegen den SV Waldhof Mannheim am 15. Spieltag.
- Die torreichsten Spieltage waren mit je 37 Toren der 6. und der 9. Spieltag.
- Dennis Dressel (TSV 1860 München) erzielte beim 6:1 gegen den Halleschen FC am 9. Spieltag vier Tore, was vor ihm bislang nur sieben weiteren Spielern gelungen war.[67]
- Der jüngste in der 3. Liga eingesetzte Spieler war Fynn Seidel (SpVgg Unterhaching) mit 16 Jahren, elf Monaten und 27 Tagen; er löste am 21. Spieltag Julian Hettwer (MSV Duisburg) ab, der rund zwei Monate zuvor im Alter von 17 Jahren, vier Monaten und 30 Tagen debütiert hatte.[68]
- Mit seiner 333. Drittligapartie überholte Robert Müller am 21. Spieltag den nicht mehr aktiven Tim Danneberg und wurde so zum neuen Rekordspieler.[69]
- Paul Will gelang es als erstem Spieler überhaupt, zweimal in Folge mit einer Mannschaft Drittligameister zu werden – zuerst mit dem FC Bayern München II, dann mit Dynamo Dresden.[70]

## Cheftrainer
Die Tabelle listet alle Cheftrainer auf, die zu Beginn der Saison ihre jeweilige Mannschaft verantworteten. Interimstrainer sind unter den Trainerwechseln berücksichtigt, sofern sie ein Spiel absolvierten. Die Vereine sind nach der Abschlusstabelle sortiert.
| Verein               | Cheftrainer           | Seit (a)     |
| -------------------- | --------------------- | ------------ |
| Dynamo Dresden       | Markus Kauczinski     | 12/2019      |
| Hansa Rostock        | Jens Härtel           | 1/2019       |
| FC Ingolstadt 04     | Tomas Oral            | 3/2020       |
| TSV 1860 München     | Michael Köllner       | 11/2019      |
| 1. FC Saarbrücken    | Lukas Kwasniok        | 1/2020       |
| SV Wehen Wiesbaden   | Rüdiger Rehm          | 2/2017       |
| SC Verl              | Guerino Capretti      | 4/2017       |
| SV Waldhof Mannheim  | Patrick Glöckner      | Saisonbeginn |
| Hallescher FC        | Florian Schnorrenberg | 6/2020       |
| FSV Zwickau          | Joe Enochs            | 7/2018       |
| 1. FC Magdeburg      | Thomas Hoßmang        | 6/2020       |
| FC Viktoria Köln     | Pavel Dotchev         | 7/2019       |
| Türkgücü München     | Alexander Schmidt     | Saisonbeginn |
| 1. FC Kaiserslautern | Boris Schommers       | 9/2019       |
| MSV Duisburg         | Torsten Lieberknecht  | 10/2018      |
| KFC Uerdingen 05     | Stefan Krämer         | 3/2020       |
| SV Meppen            | Torsten Frings        | Saisonbeginn |
| FC Bayern München II | Holger Seitz          | Saisonbeginn |
| VfB Lübeck           | Rolf Landerl          | 7/2016       |
| SpVgg Unterhaching   | Arie van Lent         | Saisonbeginn |

| Nach Spieltag | Verein                   | Platz | Neuer Cheftrainer                                         | Quelle        |
| ------------- | ------------------------ | ----- | --------------------------------------------------------- | ------------- |
| 02            | 1. FC Kaiserslautern     | 20.   | Schommers → Jeff Saibene                                  | [ 71 ] [ 72 ] |
| 09            | MSV Duisburg             | 17.   | Lieberknecht → Marvin Compper (interim)                   | [ 73 ]        |
| 10            | MSV Duisburg (2)         | 18.   | Compper (interim) → Gino Lettieri (b)                     | [ 74 ]        |
| 20            | FC Viktoria Köln         | 13.   | Dotchev → Daniel Zillken (interim)                        | [ 75 ]        |
| 21            | MSV Duisburg (3)         | 20.   | Lettieri → Uwe Schubert (interim)                         | [ 76 ]        |
| 21            | FC Viktoria Köln (2)     | 14.   | Zillken (interim) → Olaf Janßen                           | [ 77 ]        |
| 22            | 1. FC Kaiserslautern (2) | 18.   | Saibene → Marco Antwerpen                                 | [ 78 ] [ 79 ] |
| 22            | MSV Duisburg (4)         | 20.   | Schubert (interim) → Pavel Dotchev                        | [ 80 ]        |
| 23            | 1. FC Magdeburg          | 17.   | Hoßmang → Christian Titz (c)                              | [ 81 ] [ 82 ] |
| 23            | Türkgücü München         | 08.   | Schmidt → Andreas Pummer (interim)                        | [ 83 ]        |
| 25            | Türkgücü München (2)     | 08.   | Pummer (interim) → Serdar Dayat                           | [ 84 ]        |
| 30            | FC Bayern München II     | 16.   | Seitz → Martín Demichelis & Danny Schwarz (Lizenzinhaber) | [ 85 ]        |
| 31            | KFC Uerdingen 05         | 17.   | Krämer → Stefan Reisinger (interim)                       | [ 86 ]        |
| 31            | SV Meppen                | 15.   | Frings → Mario Neumann (interim)                          | [ 87 ]        |
| 32            | SV Meppen (2)            | 15.   | Neumann (interim) → Rico Schmitt                          | [ 88 ]        |
| 34            | Dynamo Dresden           | 01.   | Kauczinski → Alexander Schmidt (d)                        | [ 89 ] [ 90 ] |
| 34            | KFC Uerdingen 05 (2)     | 17.   | Reisinger (interim) → Jürgen Press                        | [ 91 ]        |
| 35            | Türkgücü München (3)     | 10.   | Dayat → Andreas Pummer (e) (interim)                      | [ 92 ]        |